# Ormfisk
Ormfisk (Ophidion barbatum) är en fiskart som beskrevs av Carl von Linné 1758. Ormfisk ingår i släktet Ophidion och familjen Ophidiidae. Inga underarter finns listade i Catalogue of Life.